# Effnerplatz
Der Effnerplatz ist ein Verkehrsknotenpunkt im Nordosten Münchens. Er wurde 1931 nach dem in München tätigen Hofbaumeister Joseph Effner (1687–1745) und dem Gartenbaumeister Carl von Effner (1831–1884) benannt.

## Lage
Der Platz liegt im Münchner Stadtbezirk Bogenhausen an der höhenfreien Kreuzung zwischen dem Mittleren Ring, der im Westen von der A9 kommend Isarring heißt und der östlich des Effnerplatzes den Namen Richard-Strauss-Straße trägt, und der Nord-Süd-Achse, die im Süden vom Herkomerplatz aus Bogenhausen kommend als Bülowstraße und jenseits des Effnerplatzes als Effnerstraße Richtung Unterföhring / Föhringer Ring wieder auf die A9 bzw. zum Äußeren Ring führt.

## Verkehr
Durch seine verbindende Funktion zwischen dem Mittleren Ring und der vierspurig ausgebauten Effnerstraße gehört der Effnerplatz im Individualverkehr zu den verkehrsreichsten Punkten im Münchner Nordosten.
Im ÖPNV ist der Effnerplatz eine Haltestelle der Tramlinien 16 und 17, die hier mit MVG-Bussen, die Zubringerfunktionen vor allem für die Stadtteile Oberföhring und Johanneskirchen leisten, verknüpft werden. Die Linie 17 und zeitweise auch die Linie 16 führen stadtauswärts über den U-Bahnhof Arabellapark nach St. Emmeram. Der U-Bahnhof Richard-Strauss-Straße der U-Bahn-Linie U4 liegt unweit des Platzes.

## Tunnel
Durch den am 21. Dezember 2006 eröffneten Effnertunnel passiert der Mittlere Ring den Effnerplatz höhenfrei. Bis zur Eröffnung des Tunnels war der Effnerplatz besonders im alltäglichen Berufsverkehr ein Nadelöhr.

## Bauwerke

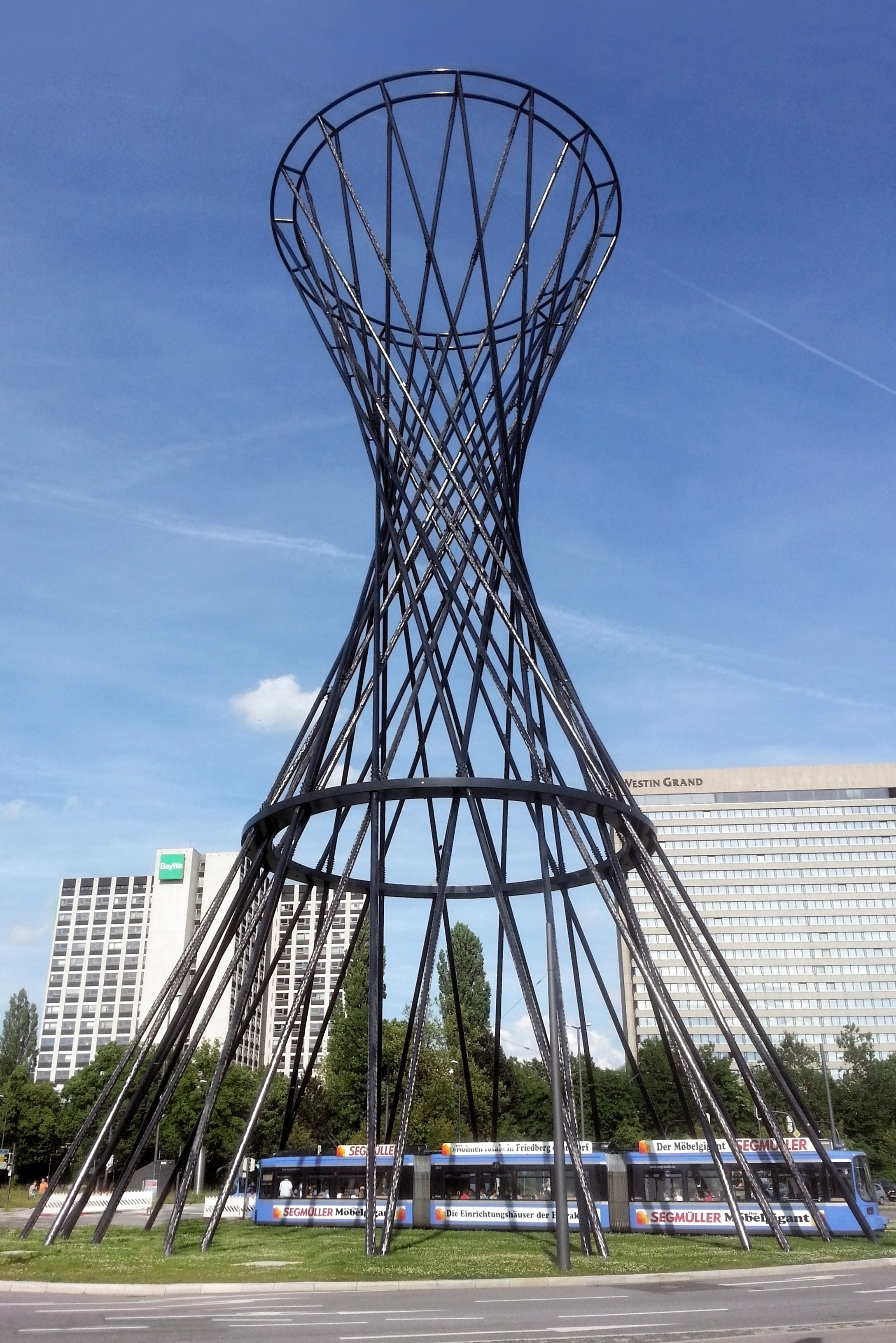
Die Plastik Mae West auf dem Effnerplatz

In nächster Nähe des Effnerplatzes befindet sich neben dem Arabella-Hochhaus und dem Arabella-Sheraton-Hotel etwas weiter Richtung Südosten gelegen das Hypo-Haus, das den Platz auch optisch beherrscht. Der Effnerplatz ist Standort der Plastik Mae West von Rita McBride.